# Bottega Veneta
Bottega Veneta est une marque de luxe fondée en 1966 et basée à Milan en Italie. La maison propose des produits de prêt-à-porter, des sacs à main, des chaussures, des accessoires, de la joaillerie, et des parfums.
L'entreprise utilise un motif tressé en cuir, surnommé intrecciato, comme signature de ses produits. Son atelier est situé à Montebello Vicentino et son siège social à Lugano en Suisse. En 2001, Bottega Veneta est racheté par Gucci Group et fait désormais partie du groupe de luxe français Kering. En 2023, Bottega Veneta enregistre un chiffre d'affaires de 1,645 milliard d'euros. Bartolomeo Rongone est directeur général de Bottega Veneta depuis septembre 2019, et Matthieu Blazy directeur créatif depuis novembre 2021.

## Histoire

### Fondation (1966-2001)
Bottega Veneta est fondée en 1966 à Vicence en Italie par Michele Taddei et Renzo Zengiaro. La confection artisanale d'articles de maroquinerie constitue alors l'activité principale de la société. Au début des années 1970, Bottega Veneta développe un motif tressé en cuir, intrecciato, utilisé sur la partie extérieure de nombreux produits. Ce design devient la signature de la marque Bottega Veneta,, qui adopte le slogan "When your initials are enough" (Quand vos initiales suffisent). Les fondateurs Renzo Zengiaro et Michele Taddei quittent la société à la fin des années 1970, cédant la direction à Laura Braggion, l'ex-femme de Taddei remariée à Vittorio Moltedo qui co-dirige l'enseigne à ses côtés.
Dans les années 1970, Bottega Venta déplace ses tanneries du centre de Vicence à une bâtisse industrielle en périphérie de la ville et démarre la production de chaussures. En 1972, la marque ouvre sa première boutique aux États-Unis, à New York. En 1980, l'actrice Lauren Hutton porte un sac Bottega Veneta à l'épaule dans le film American Gigolo et Andy Warhol réalise un court-métrage sur la marque.

### Modernisation (2001-2018)
En février 2001, Bottega Veneta est rachetée par Gucci Group (qui fusionne avec PPR en 2008 pour devenir Kering en 2013). Patrizio di Marco est nommé à la direction générale et Tomas Maier à la direction artistique.
La marque redynamise ses relations avec ses tanneries, relance ses sacs iconiques, et compile toutes ses archives depuis sa création. Dès 2002, un nouveau concept architectural de boutiques est lancé. En 2005, Bottega Veneta lance sa première ligne de mobilier et présente sa première collection de prêt-à-porter féminin à Milan, puis poursuit avec la version masculine l'année suivante. En avril 2006, la marque lance sa première collection de joaillerie et commercialise des produits de mobilier et de décoration d'intérieur. En 2008, Marco Bizzarri remplace Patrizio di Marco à la direction générale de Bottega Veneta. En 2011, avec Coty Prestige, Bottega Veneta lance son premier parfum féminin, suivi de son premier parfum masculin l'année suivante. En 2012, le chiffre d'affaires de Bottega Veneta franchit la barre du milliard d'euros.
En septembre 2013, Bottega Veneta ouvre une boutique sur via San Andrea à Milan et inaugure son nouvel atelier à Montebello Vicentino qui héberge aussi La Scuola dei Maestri Pellettieri di Bottega Veneta, les archives et le musée Bottega Veneta. En janvier 2015, Carlo Alberto Beretta remplace Marco Bizzarri à la direction générale de Bottega Veneta. En mai 2016, la marque ouvre une boutique sur Rodeo Drive à Beverly Hills. En septembre 2016, Claus-Dietrich Lahrs est nommé PDG de l'entreprise, succédant ainsi à Carlo Beretta. En juin 2018, Tomas Maier quitte Bottega Veneta.

### Renouveau (depuis 2018)
En juin 2018, Daniel Lee, ancien directeur du prêt-à-porter chez Céline, est nommé à la direction artistique de Bottega Veneta. En septembre 2019, Bartolomeo Rongone est nommé directeur général de Bottega Veneta. En novembre 2019, Bottega Veneta inaugure une boutique à Miami en Floride. À partir de 2021, Bottega Veneta sponsorise la Biennale de danse de Venise et lance son programme Bottega for Bottegas. Fin 2021, Daniel Lee quitte le poste de directeur artistique.
En novembre 2021, Matthieu Blazy est nommé directeur artistique de Bottega Veneta. Il engage « un reboot fluide, volumétrique et sensoriel » de la marque, et introduit des nouveautés comme le sac seau Kalimero qui se porte en style baluchon ou le jeans en cuir en trompe-l'œil, une série de contre-pieds visuels qui mène la presse à le surnommer la « magicien de Milan »,. En 2022, la marque crée un prix et une bourse pour le festival de photographie de Hyères. En septembre 2023, la boutique Bottega Veneta située avenue Montaigne rouvre ses portes avec un nouvel habillage par Blazy. En février 2024, la marque ouvre sa troisième boutique à Milan, dans la Galleria Vittorio Emanuele II. La marque multiplie les partenariats avec des magazines culturels (magazine gay Butt, magazine de culture africaine Air Afrique, journal d'art Magma) et lance un partenariat annuel avec le musée d'art d'Aspen.

## Description
Bottega Veneta est une entreprise de luxe fondée en 1966 et basée à Milan en Italie. La maison propose des produits de prêt-à-porter, des sacs à main, des chaussures, des accessoires, de la joaillerie, et des parfums. Bottega Veneta est une filiale du groupe de luxe Kering. En 2023, l'entreprise enregistre un chiffre d'affaires de 1,645 milliard d'euros.
Bottega Veneta opère trois usines de fabrication (Manifattura Veneta Pelletterie) : à Altavilla Vicentina (depuis 2011), à Malo (depuis 2012) et à Dueville (depuis 2019). En 2023, la société ouvre son atelier de formation Accademia Labor et Ingenium.

## Direction

### Directeurs généraux
- 2001-2008 : Patrizio di Marco
- 2009-2014 : Marco Bizzarri
- 2015-2016 : Carlo Beretta
- 2016-2019 : Claus-Dietrich Lahrs
- Depuis 2019 : Bartolomeo Rongone

### Directeurs créatifs
- Jusqu'à la fin des années 1970 : Renzo Zengiaro
- 1980-2001 : Laura Braggion
- 2001-2018 : Tomas Maier
- 2018-2021 : Daniel Lee
- Depuis 2021 : Matthieu Blazy[44]

## Distinctions
- 2019 : Marque de l'année aux Fashion Awards[45].